# Bracon spinolae
Bracon spinolae är en stekelart som beskrevs av Dalla Torre 1898. Bracon spinolae ingår i släktet Bracon och familjen bracksteklar. Inga underarter finns listade.